# Marzio Barbagli
Marzio Barbagli (Montevarchi, 16 giugno 1938) è un sociologo italiano.
Professore emerito di sociologia dell'Università di Bologna, nel corso della sua carriera ha scritto numerosi saggi.

## Biografia
Si è formato presso la facoltà di Scienze Politiche dell'Università di Firenze, dove si è laureato il 25 febbraio 1965, discutendo una tesi di sociologia.
Dopo la laurea ha lavorato per Garzanti come traduttore di opere di lingua tedesca.
Ha diretto l'Istituto di ricerca Carlo Cattaneo di Bologna dal 1968 al 1970, con cui tutt'oggi collabora. Negli anni successivi, dal 1969 al 1970 è stato chiamato ad insegnare sociologia dell'industria all'Università di Urbino. Dal 1970 al 1975 ha avuto la docenza presso l'Università di Bologna. Nel 1975 è divenuto professore ordinario. Ha quindi insegnato storia del pensiero sociologico all'Università di Trento fino al 1979. Torna a all'Università di Bologna nel 1979 divenendo ordinario di sociologia dell'Università di Bologna. Lo stesso anno l'editore Zanichelli gli affida la direzione della collana di sociologia. È divenuto professore emerito dal 2012.

## Pubblicazioni
- Marzio Barbagli, Il comportamento politico degli studenti della Facolta di architettura di Firenze: primi risultati di un'indagine sociologica, Il Mulino, Bologna, 1967.
- Marzio Barbagli, Sistema scolastico e struttura sociale, Il Mulino, Bologna, 1969
- Marzio Barbagli, Marcello Dei, Le vestali della classe media: ricerca sociologica sugli insegnanti, Il Mulino, Bologna, 1972.
- Marzio Barbagli, Scuola, potere e ideologia, Il Mulino, Bologna, 1972.
- Marzio Barbagli, Famiglia e mutamento sociale, Il Mulino, Bologna, 1974.
- Marzio Barbagli, Disoccupazione intellettuale e sistema scolastico in Italia: 1859-1973, Il Mulino, Bologna, 1975.
- Marzio Barbagli, Famiglia e mutamento sociale, Il Mulino, Bologna, 1977.
- Marzio Barbagli, Fluidità elettorale e classi sociali in Italia: 1968-1976, Il Mulino, Bologna, 1978.
- Marzio Barbagli (a cura), Istruzione, legittimazione e conflitto,Il Mulino, Bologna, 1978.
- Marzio Barbagli, Piergiorgio Corbetta, Salvatore Sechi, Dentro il PCI, Il Mulino, Bologna, 1979.
- Marzio Barbagli, Piergiorgio Corbetta, L' elettorato, l'organizzazione del PCI e i movimenti, Bologna, Il Mulino, 1980.
- Marzio Barbagli (a cura), Istruzione, legittimazione e conflitto, Il Mulino, Bologna, 1981.
- Marzio Barbagli, Sotto lo stesso tetto: mutamenti della famiglia in Italia dal 15º al 20º secolo, Il Mulino, Bologna, 1985.
- Marzio Barbagli, Alessandro Maccelli, La partecipazione politica a Bologna: rapporto al Consiglio comunale, Istituto di studi e ricerche Carlo Cattaneo, Bologna, Il Mulino, 1985.
- Marzio Barbagli, Vittorio Capecchi, Antonio Cobalti, La mobilità sociale in Emilia Romagna Bologna : Il Mulino, 1988.
- Marzio Barbagli, Provando e riprovando: matrimonio, famiglia e divorzio in Italia e in altri paesi occidentali, Il Mulino, Bologna, 1990.
- Marzio Barbagli, Vittorio Capecchi (a cura), Gli studenti, Bologna : Osservatorio del mercato del lavoro, 1992 fa parte di Professori e studenti dell'Universita di Bologna.
- Marzio Barbagli, Vittorio Capecchi (a cura), I professori, Bologna: Osservatorio del mercato del lavoro, 1992 fa parte di Professori e studenti dell'Universita di Bologna.
- Marzio Barbagli, Emilia-Romagna: Assessorato sanità e servizi sociali. Le conseguenze sociali, economiche e relazionali della separazione legale in Emilia-Romagna, Regione Emilia-Romagna, Assessorato alla Sanità e Servizi Sociali, 1994.
- Marzio Barbagli, L'occasione e l'uomo ladro: furti e rapine in Italia, Il Mulino, Bologna, 1995.
- Marzio Barbagli e Maurizio Pisati, Rapporto sulla situazione sociale a Bologna, Bologna : Il Mulino, 1995.
- Marzio Barbagli, Antonio Schizzerotto (a cura), Guida alla laurea in sociologia, Bologna : Il Mulino, 1996.
- Marzio Barbagli, Arnaldo Bagnasco, Alessandro Cavalli, Corso di sociologia, Bologna : Il Mulino, 1997.
- Marzio Barbagli, Chiara Saraceno (a cura), Lo stato delle famiglie in Italia, Il Mulino, Bologna, 1997.
- Marzio Barbagli (a cura), Famiglie e politiche sociali in Emilia-Romagna, Compositori, Bologna, 1998.
- Marzio Barbagli, Immigrazione e criminalità in Italia, Il Mulino, Bologna, 1998.
- Marzio Barbagli, Nadia Marzano, Le separazioni e i divorzi a Bologna negli ultimi anni, 1998.
- Marzio Barbagli (a cura), Egregio signor sindaco : lettere dei cittadini e risposta dell'istituzione sui problemi della sicurezza, Bologna: Il Mulino, 1999.
- Marzio Barbagli (a cura), Perché è diminuita la criminalità negli Stati Uniti?, Il Mulino, Bologna, 2000.
- Marzio Barbagli, Asher Daniel Colombo, Omosessuali moderni: gay e lesbiche in Italia, Bologna, Il Mulino, 2001.
- Marzio Barbagli, Arnaldo Bagnasco, Alessandro Cavalli, Differenziazione e riproduzione sociale, Bologna: Il Mulino, 2001 fa parte di Sociologia.
- Marzio Barbagli, Arnaldo Bagnasco, Alessandro Cavalli, Organizzazione sociale, popolazione e territorio, Bologna, Il Mulino, 2001 fa parte di Sociologia.
- Marzio Barbagli, Immigrazione e reati in Italia, Il Mulino, Bologna, 2002.
- Marzio Barbagli, L'incontro con l'altro: immigrazione, islam, diritti umani, Paoline, Milano, 2002.
- Marzio Barbagli, David I. Kertzer, Family life in the long nineteenth century, 1789-1913, New Haven: Yale University Press, 2002, in The history of the european family.
- Marzio Barbagli, Chiara Saraceno, Separarsi in Italia, Il Mulino, Bologna, stampa 2002.
- Marzio Barbagli, David I. Kertzer, Dal Cinquecento alla Rivoluzione francese, Laterza, Roma, 2002 in Storia della famiglia in Europa.
- Marzio Barbagli, Francesca Decimo, Tommaso Gennari, La situazione sociale degli anziani di Anzola dell'Emilia, Bologna : CLUEB, 2002.
- Marzio Barbagli (a cura), Il lungo Ottocento in Storia della famiglia in Europa, Laterza editori Roma, Roma, 2003.
- Marzio Barbagli, Maria Castiglioni, Gianpiero Dalla Zuanna, Fare famiglia in Italia : un secolo di cambiamenti, Bologna, Il Mulino, 2003.
- Marzio Barbagli (a cura), Rapporto sulla criminalità in Italia, Bologna : Il Mulino, [2003].
- Marzio Barbagli, Asher Colombo, Ernesto Savona, Sociologia della devianza, Bologna : Il Mulino, 2003.
- Marzio Barbagli, Asher Colombo e Giuseppe Sciortino (a cura), I sommersi e i sanati: le regolarizzazioni degli immigrati in Italia, Bologna, Il Mulino, 2004.
- Marzio Barbagli e Asher Daniel Colombo, Partecipazione civica, società e cultura in Emilia Romagna, Milano,  Franco Angeli, 2004.
- Marzio Barbagli, Marco Santoro, Le basi morali dello sviluppo: capitale sociale, criminalità e sicurezza in Sardegna, AM&D, Cagliari, 2004.
- Marzio Barbagli, Lo stato delle famiglie in Italia, Il Mulino, Bologna, 2004.
- Marzio Barbagli, David I. Kertzer, Il Novecento, GLF editori Laterza, 2005 in Storia della famiglia in Europa.
- Marzio Barbagli, Uberto Gatti, Prevenire la criminalità, Il Mulino, Bologna, 2005.
- Marzio Barbagli, Immigrazione e sicurezza in Italia, Il Mulino, Bologna, 2008.
- Marzio Barbagli, Congedarsi dal mondo. Il suicidio in Occidente e in Oriente,  in Rassegna italiana di sociologia, p.681-71, Il Mulino, Bologna, 2009.
- Marzio Barbagli, Harvie Ferguson (a cura),La teoria sociologica e lo stato moderno: saggi in onore di Gianfranco Poggi, Bologna, Il Mulino, 2009.
- Marzio Barbagli, Congedarsi dal mondo: il suicidio in Occidente e in Oriente, Il Mulino, Bologna, 2010.
- Marzio Barbagli, Gianpiero Dalla Zuanna, Franco Garelli, La sessualità degli italiani, Bologna, Il Mulino, 2010.
- Marzio Barbagli, Camille Schmoll (a cura), La generazione dopo, Bologna, Il Mulino, 2011.
- Marzio Barbagli, Maurizio Pisati, Dentro e fuori le mura : città e gruppi sociali dal 1400 a oggi, Bologna, Il Mulino, 2012.
- Marzio Barbagli, Arnaldo Bagnasco, Alessandro Cavalli, Corso di sociologia, Bologna, Il Mulino, 2012.
- Marzio Barbagli, Arnaldo Bagnasco, Alessandro Cavalli, Sociologia : i concetti di base, Bologna, Il Mulino, 2013.
- Marzio Barbagli, Arnaldo Bagnasco, Alessandro Cavalli, Elementi di sociologia, Bologna, Il Mulino, 2013.
- Marzio Barbagli, Storia di Caterina che per ott'anni vestì abiti da uomo Bologna,, Il Mulino, 2014.
- Marzio Barbagli, Alla fine della vita, Il Mulino, Bologna 2018.